# Tour du Limousin 2015
Il Tour du Limousin 2015, quarantottesima edizione della corsa e valevole come evento del circuito UCI Europe Tour 2015 categoria 2.1, si svolse in quattro dal 18 al 21 agosto 2015 su un percorso totale di 716 km. La vittoria fu appannaggio dell'italiano Sonny Colbrelli che terminò la gara in 17h55'41", alla media di 39,938 km/h, precedendo lo spagnolo Jesús Herrada e il francese Rudy Molard.
Sul traguardo di Limoges 113 ciclisti, su 143 partenti, portarono a termine la competizione.

## Tappe
| Tappa  | Data      | Percorso                           | km  | Vincitore di tappa | Leader cl. generale |
| ------ | --------- | ---------------------------------- | --- | ------------------ | ------------------- |
| 1ª     | 18 agosto | Limoges > Saint-Yrieix-la-Perche   | 176 | Sonny Colbrelli    | Sonny Colbrelli     |
| 2ª     | 19 agosto | Arnac-Pompadour > Lissac-sur-Couze | 189 | Jesús Herrada      | Jesús Herrada       |
| 3ª     | 20 agosto | Saint-Dizier-Leyrenne > Aigurande  | 186 | Rudy Molard        | Jesús Herrada       |
| 4ª     | 21 agosto | Aixe-sur-Vienne > Limoges          | 165 | Maurits Lammertink | Sonny Colbrelli     |
| Totale | Totale    | Totale                             | 716 |                    |                     |

## Squadre partecipanti
| N.    | Cod. | Squadra                      |
| ----- | ---- | ---------------------------- |
| 1-8   | STH  | Southeast Pro Cycling Team   |
| 11-18 | EUC  | Team Europcar                |
| 21-28 | FDJ  | FDJ                          |
| 31-38 | ALM  | AG2R La Mondiale             |
| 41-48 | MOV  | Movistar Team                |
| 51-58 | BSE  | Bretagne-Séché Environnement |
| 61-65 | CJR  | Caja Rural-Seguros RGA       |
| 71-77 | COF  | Cofidis                      |
| 81-88 | WGG  | Wanty-Groupe Gobert          |
| 91-98 | TSV  | Topsport Vlaanderen-Baloise  |

| N.      | Cod. | Squadra                 |
| ------- | ---- | ----------------------- |
| 101-108 | BAR  | Bardiani-CSF            |
| 111-118 | CCC  | CCC Sprandi Polkowice   |
| 121-128 | ROP  | Roompot Oranje Peloton  |
| 131-138 | NIP  | Nippo-Vini Fantini      |
| 141-148 | M13  | Team Marseille 13-KTM   |
| 151-158 | AUB  | Auber 93                |
| 161-168 | RLM  | Roubaix-Lille Métropole |
| 171-178 | ADT  | Armée de Terre          |
| 181-188 | ROT  | Roth-Škoda              |

## Dettagli delle tappe

### 1ª tappa
- 18 agosto: Limoges > Saint-Yrieix-la-Perche – 176 km

Risultati
| Pos. | Corridore        | Squadra  | Tempo    |
| ---- | ---------------- | -------- | -------- |
| 1    | Sonny Colbrelli  | Bardiani | 4h38'59" |
| 2    | Andrea Pasqualon | Roth     | s.t.     |
| 3    | Timothy Dupont   | Roubaix  | s.t.     |

| Pos. | Corridore           | Squadra  | Tempo    |
| ---- | ------------------- | -------- | -------- |
| 1    | Sonny Colbrelli     | Bardiani | 4h38'49" |
| 2    | Guillaume Bonnafond | AG2R     | a 2"     |
| 3    | Andrea Pasqualon    | Roth     | a 4"     |

### 2ª tappa
- 19 agosto: Arnac-Pompadour > Lissac-sur-Couze – 189 km

Risultati
| Pos. | Corridore        | Squadra      | Tempo    |
| ---- | ---------------- | ------------ | -------- |
| 1    | Jesús Herrada    | Movistar     | 4h50'03" |
| 2    | Davide Rebellin  | CCC          | a 10"    |
| 3    | Thomas Sprengers | Topsport Vl. | s.t.     |

| Pos. | Corridore           | Squadra  | Tempo    |
| ---- | ------------------- | -------- | -------- |
| 1    | Jesús Herrada       | Movistar | 9h28'52" |
| 2    | Sonny Colbrelli     | Bardiani | a 10"    |
| 3    | Guillaume Bonnafond | AG2R     | a 12"    |

### 3ª tappa
- 20 agosto: Saint-Dizier-Leyrenne > Aigurande – 186 km

Risultati
| Pos. | Corridore         | Squadra  | Tempo    |
| ---- | ----------------- | -------- | -------- |
| 1    | Rudy Molard       | Cofidis  | 4h24'51" |
| 2    | Florian Vachon    | Bretagne | s.t.     |
| 3    | Julien Antomarchi | Roubaix  | s.t.     |

| Pos. | Corridore      | Squadra  | Tempo     |
| ---- | -------------- | -------- | --------- |
| 1    | Jesús Herrada  | Movistar | 13h53'47" |
| 2    | Rudy Molard    | Cofidis  | a 1"      |
| 3    | Florian Vachon | Bretagne | a 5"      |

### 4ª tappa
- 21 agosto: Aixe-sur-Vienne > Limoges – 165 km

Risultati
| Pos. | Corridore          | Squadra      | Tempo    |
| ---- | ------------------ | ------------ | -------- |
| 1    | Maurits Lammertink | Roompot      | 4h01'56" |
| 2    | Sonny Colbrelli    | Bardiani     | s.t.     |
| 3    | Thomas Sprengers   | Topsport Vl. | s.t.     |

| Pos. | Corridore       | Squadra  | Tempo     |
| ---- | --------------- | -------- | --------- |
| 1    | Sonny Colbrelli | Bardiani | 17h55'41" |
| 2    | Jesús Herrada   | Movistar | s.t.      |
| 3    | Rudy Molard     | Cofidis  | a 2"      |

## Evoluzione delle classifiche
| Tappa              | Vincitore          | Classifica generale Maglia gialla | Classifica a punti Maglia verde | Classifica scalatori Maglia rossa | Classifica giovani Maglia bianca | Classifica a squadre    |
| ------------------ | ------------------ | --------------------------------- | ------------------------------- | --------------------------------- | -------------------------------- | ----------------------- |
| 1ª                 | Sonny Colbrelli    | Sonny Colbrelli                   | Guillaume Bonnafond             | Giorgio Cecchinel                 | Sonny Colbrelli                  | CCC Sprandi Polkowice   |
| 2ª                 | Jesús Herrada      | Jesús Herrada                     | Baptiste Planckaert             | Baptiste Planckaert               | Jesús Herrada                    | Movistar Team           |
| 3ª                 | Rudy Molard        | Jesús Herrada                     | Baptiste Planckaert             | Giorgio Cecchinel                 | Jesús Herrada                    | Movistar Team           |
| 4ª                 | Maurits Lammertink | Sonny Colbrelli                   | Baptiste Planckaert             | Romain Combaud                    | Sonny Colbrelli                  | Roubaix-Lille Métropole |
| Classifiche finali | Classifiche finali | Sonny Colbrelli                   | Baptiste Planckaert             | Romain Combaud                    | Sonny Colbrelli                  | Roubaix-Lille Métropole |

## Classifiche finali

### Classifica generale - Maglia gialla
| Pos. | Corridore           | Squadra      | Tempo     |
| ---- | ------------------- | ------------ | --------- |
| 1    | Sonny Colbrelli     | Bardiani     | 17h55'41" |
| 2    | Jesús Herrada       | Movistar     | s.t.      |
| 3    | Rudy Molard         | Cofidis      | a 2"      |
| 4    | Florian Vachon      | Bretagne     | a 7"      |
| 5    | Maurits Lammertink  | Roompot      | a 11"     |
| 6    | Nicolas Edet        | Cofidis      | a 13"     |
| 7    | Andrea Pasqualon    | Roth         | a 14"     |
| 8    | Thomas Sprengers    | Topsport Vl. | s.t.      |
| 9    | Guillaume Bonnafond | AG2R         | s.t.      |
| 10   | Davide Rebellin     | CCC          | a 16"     |

### Classifica a punti - Maglia verde
| Pos. | Corridore           | Squadra        | Punti |
| ---- | ------------------- | -------------- | ----- |
| 1    | Baptiste Planckaert | Roubaix        | 9     |
| 2    | Guillaume Bonnafond | AG2R           | 9     |
| 3    | Romain Combaud      | Armée de Terre | 6     |
| 4    | Sonny Colbrelli     | Bardiani       | 6     |
| 5    | Rudy Molard         | Cofidis        | 6     |

### Classifica scalatori - Maglia rossa
| Pos. | Corridore           | Squadra        | Punti |
| ---- | ------------------- | -------------- | ----- |
| 1    | Romain Combaud      | Armée de Terre | 14    |
| 2    | Giorgio Cecchinel   | Southeast      | 14    |
| 3    | Giacomo Berlato     | Nippo          | 12    |
| 4    | Baptiste Planckaert | Roubaix        | 10    |
| 5    | Marco Minnaard      | Wanty          | 8     |

### Classifica giovani - Maglia bianca
| Pos. | Corridore          | Squadra        | Tempo     |
| ---- | ------------------ | -------------- | --------- |
| 1    | Sonny Colbrelli    | Bardiani       | 17h55'41" |
| 2    | Jesús Herrada      | Movistar       | s.t.      |
| 3    | Maurits Lammertink | Roompot        | a 11"     |
| 4    | Thomas Sprengers   | Topsport Vl.   | a 14"     |
| 5    | Romain Combaud     | Armée de Terre | a 16"     |

### Classifica a squadre
| Pos. | Squadra                      | Tempo     |
| ---- | ---------------------------- | --------- |
| 1    | Roubaix-Lille Métropole      | 53h48'05" |
| 2    | Auber 93                     | a 4"      |
| 3    | Roompot Oranje Peloton       | s.t.      |
| 4    | Topsport Vlaanderen-Baloise  | s.t.      |
| 5    | Bretagne-Séché Environnement | a 16"     |